# أقرو
أقرو إحدى بلديات دائرة أزفون التابعة لولاية تيزي وزو الجزائرية.
مقرها قرية تفريت ناث الحاج وتقع على ارض عرش ناث فليق على سفح جبل تامڨوط ِبِمنطقة القبائل.
تضم البلدية قرى :
- اڨني مزاين
- ات بوسليمان
- الما ڨشتوم
- الما هلال
- ازرو
- لقرار
- إجقدودن
- إحرموشن
- إمنصورن
- تفريت ناث الحاج
- تيڨورين
- تيڨناتين
- كيسون

## مواضيع ذات صلة
- بلديات ولاية تيزي وزو
- دوائر ولاية تيزي وزو